# C.S. Forester

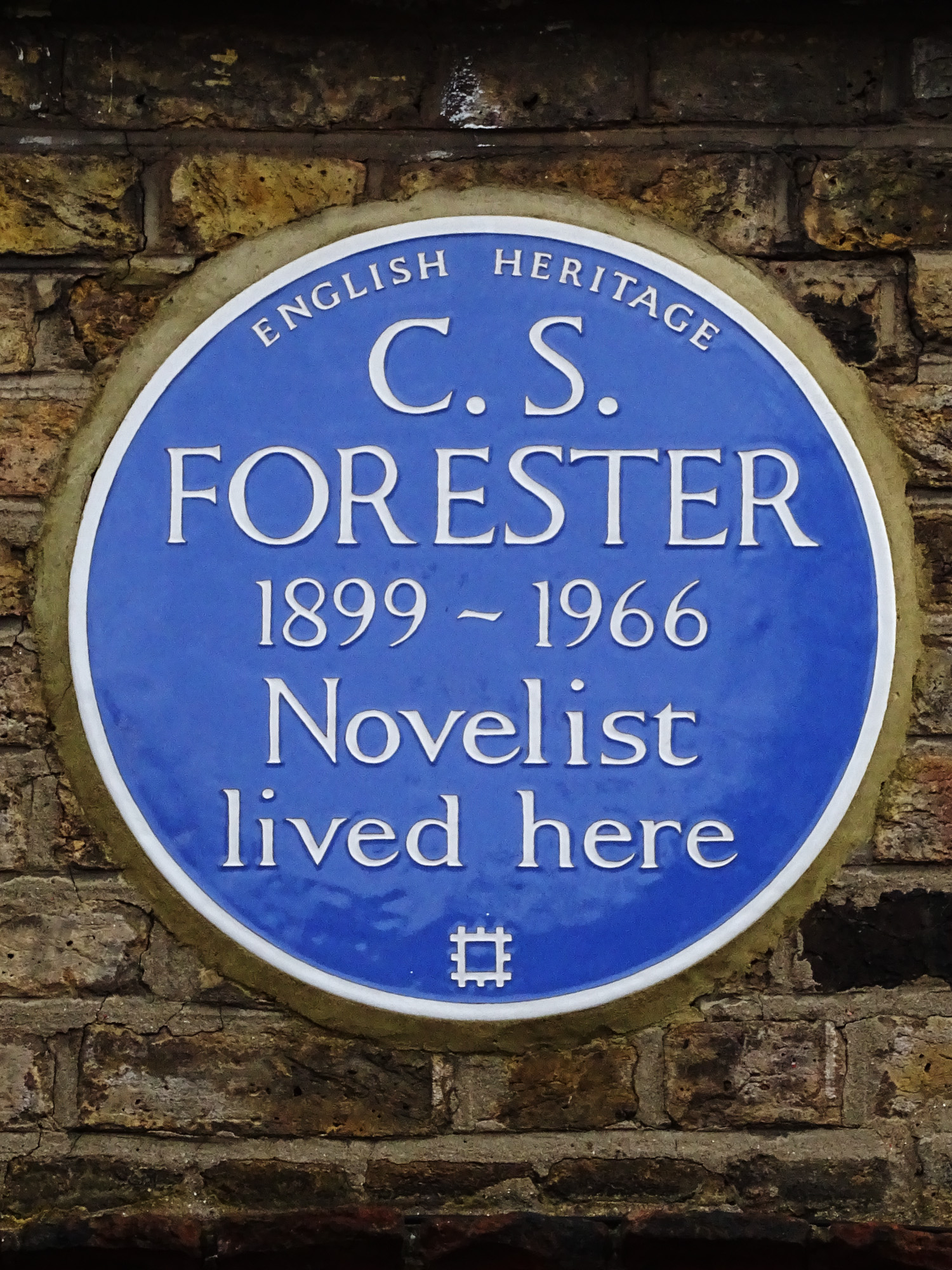

Cecil Scott ”C.S.” Forester, författarpseudonym för Cecil Louis Troughton Smith, född 27 augusti 1899 i Kairo, Egypten, död 2 april 1966 i Fullerton, Kalifornien, var en brittisk författare, mest känd för sina böcker om Hornblower.

## Biografi
Forester bodde i Kairo tills han var tre år, då han flyttade till London med sin mor. Hans far fortsatte att undervisa i Egypten. Forester läste medicin men avbröt studierna och arbetade sedan som journalist på The Times.

## Skrivande
När han var 27 år skrev han sin första novell, som hette ”A Pawn Among Kings” och handlade om Napoleons krig. Han skrev 1935 romanen ”Afrikas drottning”, som filmatiserades 1951. Han skrev även ”Fregatten Delaware” och de elva böckerna om Horatio Hornblower 1937–1966.

## Svenska översättningar (utöver Hornblower-serien)
- Ett paradis på jorden (The earthly paradise) (översättning Louis Renner, Bonnier, 1941)
- Fregatten Delaware (The captain from Connecticut) (översättning Louis Renner, Bonnier, 1942)
- Kryssaren (The ship) (översättning Louis Renner, Bonnier, 1943)
- Po-Po och drakarna (Poo-Poo and the dragons) (översättning Brita af Geijerstam, Bonnier, 1947)
- Afrikas drottning (The African queen) (översättning Lisbeth och Louis Renner, Bonnier, 1947). Ny, förkortad översättning av Lars-Göran Mattsson, B. Wahlström, 1967
- Gäldad skuld (Payment deferred) (översättning Doris Ahlgren, Bonnier, 1948)
- Kanonen (The gun) (översättning Lisbeth och Louis Renner, Bonnier, 1948)
- Himmel och skog (The sky and the forest) (Bonnier, 1949)
- Barbareskpiraterna (The barbary pirates) (översättning G. Edelberg, Lindblad, 1955)
- Den gode herden (The good shepherd) (översättning Oscar Krokstedt, Bonnier, 1956)
- Död åt fransmännen (Death to the French) (översättning Claës Gripenberg, Bonnier, 1957)
- Jakten på Bismarck (Hunting the Bismarck) (översättning Nils C. Salander, Bonnier, 1960)
- Browns eget krig (Brown on resolution) (översättning Claës Gripenberg, Bonnier, 1962)
- Generalen (The general) (översättning Gunnar Barklund, Bonnier, 1967)
- Långt före fyrtio (Long before forty) (översättning Lisbeth Renner, Bonnier, 1969)